# Richard Niesel
Richard „Möpp“ Niesel (* 31. Oktober 1935 in Krefeld) ist ein ehemaliger deutscher Motocross-Rennfahrer, der für den MSC Kamp-Lintfort startete und von 1954 bis 1966 aktiv war.
Niesel fuhr in der deutschen Meisterschaft und absolvierte auch einige EM- und WM-Läufe in Europa. Er lebt in seiner Geburtsstadt Krefeld. 

## Erfolge
Niesel gewann von 1956 bis 1961 fünf Mal in Folge die ADAC-Gaumeisterschaft Nordrhein in der 125-cm³-Klasse. Er war Lokalmatador bei den beiden Motocrossrennen, die in Krefeld auf dem Egelsberg ausgetragen wurden: 1958 war er dort Sieger, 1959 Zweiter.
| Personendaten    | Personendaten                  |
| ---------------- | ------------------------------ |
| NAME             | Niesel, Richard                |
| ALTERNATIVNAMEN  | Möpp (Spitzname)               |
| KURZBESCHREIBUNG | deutscher Motocross-Rennfahrer |
| GEBURTSDATUM     | 31. Oktober 1935               |
| GEBURTSORT       | Krefeld                        |